# Jasenevo (Mosca)
Il quartiere Jasenevo (in russo Район Ясенево?) è un quartiere di Mosca sito nel Distretto Sud-occidentale.
Viene menzionato per la prima volta come villaggio Jasinovskoe nel XIV secolo tra le proprietà del principe Ivan I di Russia.
Entra a far parte del territorio di Mosca nel 1960, e dalla fine degli anni 1970 è soggetto ad un'intensa urbanizzazione residenziale.